# اونشو
اونشو (به ژاپنی: 恩賞 おんしょう)، به پاداش‌ها و جوایزی گفته می‌شود می‌شود که ارباب فئودالی به ملازمان و سامورایی‌ها برای بهره‌برداری‌های نظامی آنها در نبردهایی که قبل از دوره مدرن اولیه رخ داده است، اهدا می‌شد، مانند اعطای فیف‌ها یا نامه‌های دولتی، تقدیرنامه‌ها، کالاها، مجوزهای رسمی و توصیه‌هایی برای انتصاب در مناصب دولتی.
اونشوگاتا (به ژاپنی: 恩賞方 おんしょうがた)، نهادی بود که در دولت کنمو و شوگون‌سالاری موروماچی تأسیس شد و کار «اونشو» (پاداش در قبال خدمت نظامی) را انجام می‌داد.